# Зигост (Лойхтенберг)
Зигост (Сигост) фон Лойхтенберг (на немски: Sigost von Leuchtenberg; * ок. 1357; † сл. 8 февруари 1398) от фамилията на ландграфовете на Лойхтенберг и графовете на Халс (днес в Пасау) е фогт в Лойхтенберг и Швабия.
Той е вторият син на ландграф Йохан I фон Лойхтенберг (ок. 1330/1334 – 1407), граф на Халс, и първата му съпруга Мехтхилд (Мацела, Метце) фон Розенберг (ок. 1332 – 1380), дъщеря на пан Петер I фон Розенберг (ок. 1291 – 1347) и Катерина фон Вартемберг († 1355). Брат е на Йохан II (ок. 1355 – 1390), фогт в Швабия, и на Анна (ок. 1359 – 1423), омъжена 1375 г. за граф Гюнтер XXX фон Шварцбург (1352 – 1416).
Зигост умира преди баща си сл. 8 февруари 1398 г. и е погребан в Хайделберг.

## Фамилия
Зигост се жени пр. 24 септември 1379 г. в Хайделберг за пфалцграфиня Мехтилд фон Пфалц (* 1350; † сл. 2 октомври 1413), дъщеря на пфалцграф Рупрехт II фон Пфалц († 1398) и Беатрикс от Сицилия-Арагон (1326 – 1365), дъщеря на крал Педро II от Сицилия и Елизабет от Каринтия. Тя е сестра на Рупрехт III (1352 – 1410), пфалцграф и курфюрст на Пфалц, от 1400 до 1410 г. римско-немски крал. Те имат две деца:
- Йохан III († 1458), ландграф 1408 г., загубва всичките си собствености на неговата линия през 1423 г.
- Георг II († 1416)